# 東海大学チャレンジセンター

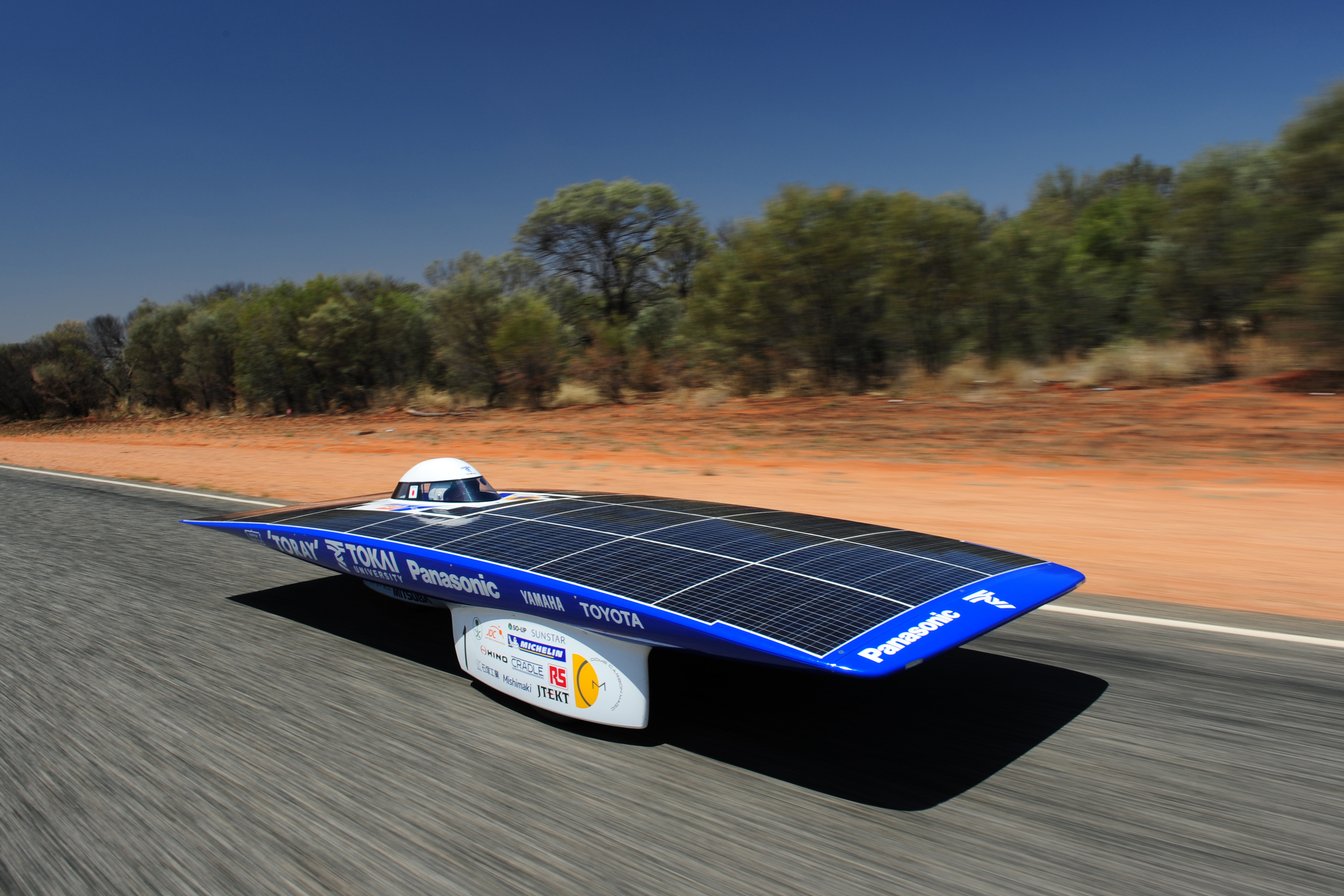
東海チャレンジャーは2011年のワールド・ソーラー・チャレンジで二連覇を達成した

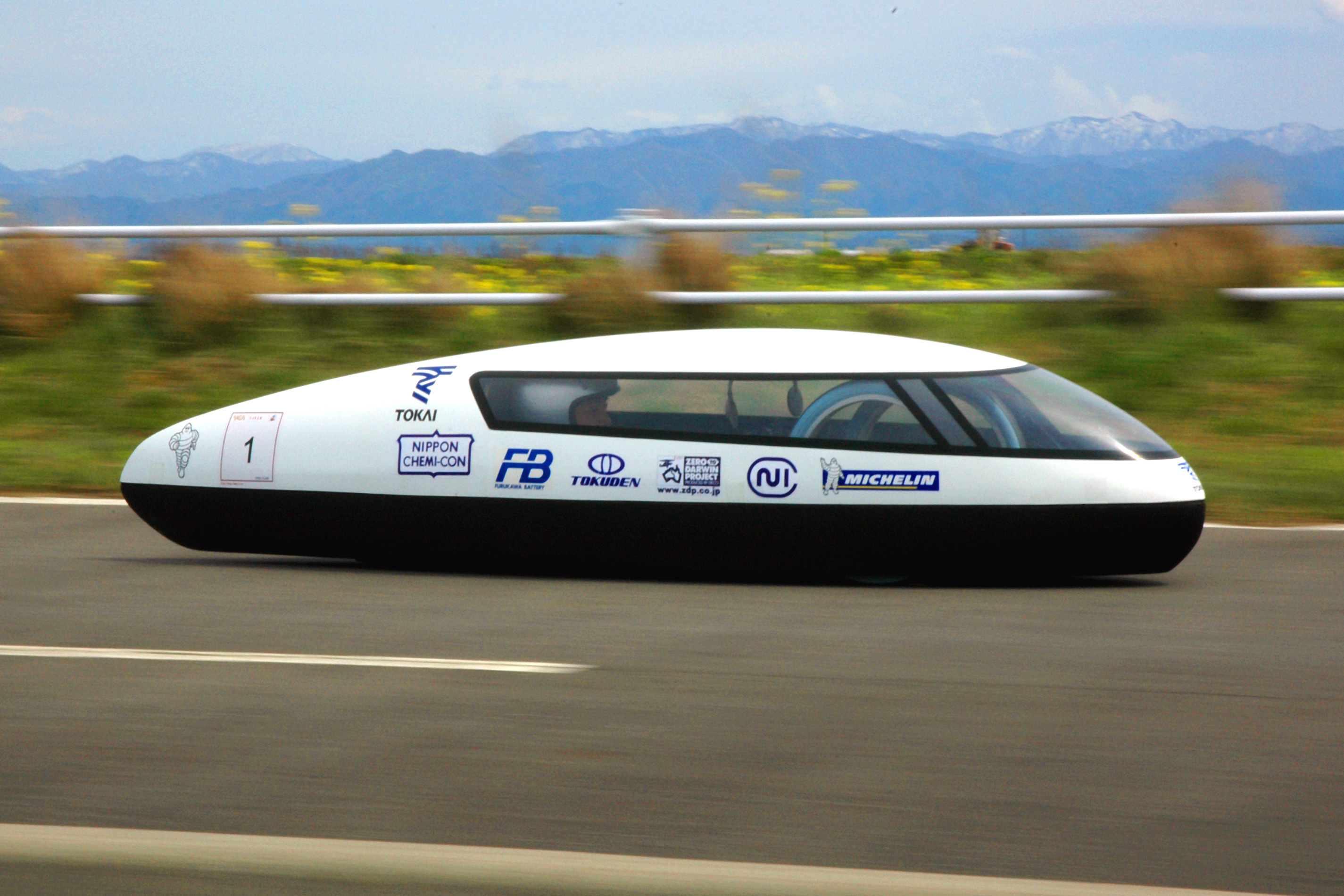
「ファラデーマジック2」は2004年～2008年にかけてワールド・エコノ・ムーブの鉛電池部門で5連覇を達成後、2010年と2011年には燃料電池部門で2連覇を達成した

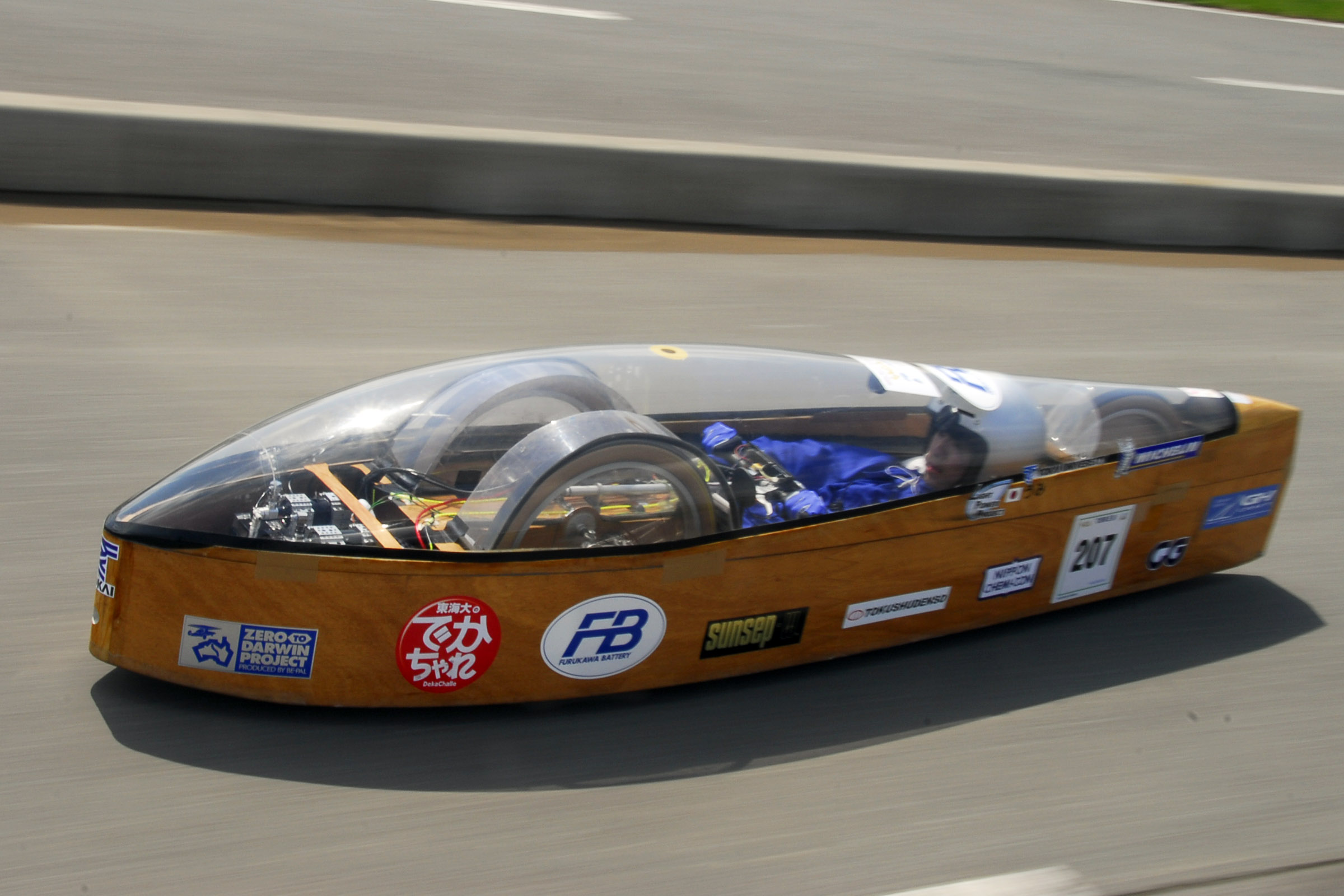
2003年にミラクルでんちくんとして鉛蓄電池部門で優勝し、燃料電池に換装後、マジカル燃料電池くんとして2008、2009年のWEM燃料電池部門で2連覇を達成した

東海大学チャレンジセンターは、従来の学部・学科・学年の垣根を横断して、多様な人材が集い、大きなプロジェクト活動=「でかちゃれ」を推進する東海大学の組織である。

## 概要
2006年4月、これまでの学部・学科の枠組みに捉われずに、多様なメンバーを集めた全学横断的なプロジェクトの活動を支援する教育組織として設立された。学生が企画を立案し、プロジェクト活動を実行するプロセスを通して、コミュニケーション力、問題発見・解決力、マネジメント力などに代表される社会的実践力を修得する教育の場となっている。この社会的実践力とは、経済産業省が提唱した社会人基礎力に相当するものであり、東海大学では「自ら考える力」「挑み力」「集い力」「成し遂げ力」に代表される4つの力とされている。PBL（問題解決学習あるいは課題型学習）やサービスラーニングなどの手法を組み合わせることで、効果的な学習成果が得られることを狙いとしている。
市民活動と密接に連携したプロジェクトも多く、大学による社会的責任（USR: University Social Responsibility）活動の一部として位置づけられている。組織は、一般に教育機関において縦割りになりやすい教員と職員が一体となり、学生プロジェクトに関わるという教職協働体制で運営されている。アクティブ・ラーニングの手法を採り入れた科目として、「集い力」「挑み力」「成し遂げ力」の「入門」「演習」、「プロジェクト入門」「プロジェクト実践」を開講している。さらに、学生リーダーやプロジェクトコーディネーターに対しては、専門教員による各種研修会が実施され、プロジェクトアドバイザー同士の情報交換会を開催するなどで改善を図っている。2016年に、同大の総合教育センターと統合され、東海大学現代教養センターの一部となったが、対外的には従来通り東海大学チャレンジセンターとして継承されている。
本センターが中心となって立案した取り組み「東海大学発USR型モデルの創出・実践」は、平成18年度 文部科学省「現代的教育ニーズ取組支援プログラム（現代GP）」に採択された。また、「To-Collaboプログラムによる全国連動型地域連携の提案」の取り組みは、平成25年度 文部科学省「地（知）の拠点整備事業（大学COC事業）」に採択された。

## プロジェクトの特徴
ボランティア、地域連携、国際交流、ものつくりなどの分野で、例年20件程度のチャレンジプロジェクトが活動している。すべてのチャレンジプロジェクトには、プロジェクトコーディネーター（職員）、プロジェクトアドバイザー（教員）が配置され、支援金は最大200万円（特別申請により最大1000万円）が与えられる。ミーティングの場として「プロジェクト会議室」「プロジェクト室」、製作の場として「ものつくり館」がある。萌芽的な位置づけをもつユニークプロジェクト（10名以上でエントリー）も存在する。活動計画は自由に設定できるが、大学による社会的責任の観点から社会貢献的な内容を含むことが課せられている。

### プロジェクトの要件
- 30人以上でエントリー
- 1年間で完結
- 社会貢献的内容を含むこと
- 複数の学部・学科・学年の学生による多様なメンバー構成
- 申請期間は9月末から10月上旬
- 活動成果を発表する

## 主なプロジェクト活動
これまで数多くのプロジェクトが実施され、世界一、日本一に輝く等、数多くの成果を出してきたが、全てを紹介しきれないので一部のみの紹介に留める。

### ソーラーカーチーム
前身となる東海大学ソーラーカーチーム（学校法人東海大学総合研究機構プロジェクト）と東海大学ソーラーカー研究会（東海大学公認一般サークル）は、秋田県大潟村のソーラースポーツラインで開催されるワールド・ソーラーカー・ラリーで上位に入賞した実績を持つ。2006年からはチャレンジセンター・ライトパワープロジェクトの1チームとなった。
2009年には2年に1度オーストラリアで開催されるソーラーカーレースの最高峰であるワールド・ソーラー・チャレンジに、シャープ、ミツバなどの企業と産学連携で開発したソーラーカー「2009年型東海チャレンジャー」で出場した。ダーウィン～アデレード間の3,000kmを4日間・合計29時間49分で走破し、100.54km/hの平均速度を記録して初優勝した。
日本勢としては1996年の本田技研工業以来、13年ぶりとなる優勝であった。2010年に南アフリカ共和国で開催されたサウス・アフリカン・ソーラー・チャレンジでは総走行距離4061.8kmを総走行時間45時間05分で走破し、90.1km/hの平均速度を記録して優勝。2011年には、パナソニック、東レなどの支援を受けて2011年型東海チャレンジャーを開発し、ワールド・ソーラー・チャレンジで2連覇を達成した。
2014年にチリ共和国で開催されたCarrera Solar Atacamaでも優勝した。2016年11月、大正製薬リポビタンDのTVCMにプロサッカー選手の三浦知良とともに出演した。2017年のブリヂストン・ワールド・ソーラー・チャレンジでは、レギュレーション変更の影響を受けて4位となったが、シリコン勢および日本勢でトップとなった。この模様はBSジャパンの特別番組、NHK総合の『超絶 凄ワザ!』などで放送された。

### 人力飛行機チーム TUMPA（Tokai University Man Powered Aircraft）
人の力のみを動力源とする人力飛行機を製作しているチーム。毎年夏に開催される鳥人間コンテストの人力プロペラ機ディスタンス部門（昔は、鳥人間コンテストのタイムトライアル部門に出場していた）におよそ30年間にわたり出場している。他チームはダイダロス型が多いのに対し、本チームはパイロットが乗るコックピットの下に翼がある低翼型機体を開発している。鳥人間コンテストには過去29回出場しており最高成績は3位である。

　2016年11月、パナソニックの乾電池エボルタ単3型640本をエネルギー源とした有人電気飛行機を琵琶湖で飛行させるエボルタチャレンジに挑んだ。3.5kmを飛行した地点で突風の影響で失速して着水し、失敗に終わった。

地域貢献活動として、地域の子どもたちにものつくりの楽しさを伝える「ものつくり教室」を実施している。
ソーラーカーチーム・フォーミュラクラブと同じ作業場(ものつくり館で作業をしている)

### 電気自動車チーム
秋田県大潟村のソーラースポーツラインで開催される、省エネ電気自動車レース「ワールド・エコノ・ムーブ」で2004年から2008年にかけてファラデーマジック2が鉛蓄電池部門で5連覇した。また燃料電池部門では2008年から2011年まで4連覇しており、両部門での連覇記録は未だに破られていない。

### 東海大学学生ロケットプロジェクト
ハイブリッドロケットを開発してアラスカや秋田県の能代市の能代宇宙イベントや北海道の大樹町の大樹町多目的航空公園で打ち上げている。また、模擬衛星であるCanSatの打ち上げ競技にも参加しており、上位に入賞して国際大会であるアメリカ合衆国のネヴァダ州ブラックロック砂漠で開催されるARLISSにも出場している。ハイブリッドロケットの開発、打ち上げ実績においては国内屈指の規模で今後の発展が期待される。

### 3.11生活復興支援プロジェクト
2011年3月11日に発生した東日本大震災の被災者の生活復興を目的として立ち上げられたプロジェクト。5月には、岩手県大船渡市三陸町越喜来泊地区に、応急仮設公民館「どんぐりハウス」を建設した。また8月には宮城県石巻市北上町十三浜相川・小指地区にも応急仮設集会所「どんぐりハウス」を建設した。このような取り組みが評価され、「2011年アメリカ建築家協会デザイン大賞特別賞（Special Aspirational Award for Community Building）」を受賞した。

### DAN DAN DANCE & SPORTS
身体表現を通して「する（踊る）」「観る」「支える」といった、それぞれの立場にいる人たちが協力し、身体表現やスポーツの魅力を地域・社会に発信する。また、公演やワークショップの開催を通して他団体や地域とのつながりを形成する。ダンスを通じて年齢や団体の枠をこえた交流を深めることを目的として、毎年「DAN DAN DANCE & SPORTS公演」を実施している。
2017年6月24日に開催された東京オリンピック・パラリンピック競技大会組織委員会主催の大学連携'17イベント「Tokyo 2020学園祭」の「Performance Battle」に出場。関東地区の12大学から参加した16チームの頂点となる「ベストパフォーマンス賞」を受賞した。

### 阿蘇援農コミュニティ
高齢化などによる人手不足に悩む農家の作業負担を減らすことを柱に、阿蘇地域の農家を訪問し農作業の手伝いを行う。また、農家との対話・交流を通して農業の技術や知識を体得するとともに、農業の現状が抱える問題について深く考え、広く発信する活動を行う。
2017年11月4日、農林水産省主催の「第6回食と農林漁業大学生アワード」において、160名をこえるメンバーが熊本県阿蘇地域を中心に人手不足に悩む農家の農作業を手伝い、交流を深めてきた活動内容について発表した。また、熊本地震の影響で活動継続が危ぶまれながらも、プロジェクトメンバーの強い意志で乗り越え、被災した農家が倒れたビニールハウスを立て直す復旧作業にも協力したことなどが評価され「農林水産大臣賞」を受賞した。